# Nargiza Bolatova
Nargiza Bolatova, född 25 augusti 2003, är en kazakisk konstsimmare.

## Karriär
I oktober 2023 vid asiatiska spelen i Hangzhou var Bolatova en del av Kazakstans lag som tog brons i lagtävlingen.
I februari 2024 vid VM i Doha tog Bolatova guld tillsammans med Eduard Kim i det tekniska programmet för mixade par, vilket var Kazakstans första VM-guld genom tiderna i konstsim.